# Copa Suruga Bank 2018
La Copa Suruga Bank de 2018 fue la undécima edición de este certamen. Se disputó a partido único en Japón entre Cerezo Osaka, campeón de la Copa J. League 2017, e Independiente, el vencedor de la Copa Sudamericana 2017. El encuentro se jugó el 8 de agosto de 2018 en el Estadio Nagai de Osaka.
El conjunto argentino se consagró campeón por primera vez al derrotar al equipo japonés por 1 a 0 con gol de Silvio Romero.

## Participantes
| País      | Equipo        | Vía de clasificación                 |
| --------- | ------------- | ------------------------------------ |
| Japón     | Cerezo Osaka  | Campeón de la Copa J. League 2017    |
| Argentina | Independiente | Campeón de la Copa Sudamericana 2017 |

## Sede
La competición se diputó en el Estadio Nagai de la ciudad de Osaka, recinto donde hace las veces de local el Cerezo Osaka. El estadio albergó la final de 2008, en aquella ocasión fue utilizado por el otro equipo de la ciudad, el Gamba Osaka.
| Japón               |              |
| Ciudad              | Estadio      |
| Osaka               | Yanmar Nagai |
|                     |              |
| 47 816 espectadores |              |

## Partido
| 8 de agosto de 2018, 19:00 (UTC+9) | Cerezo Osaka | 0:1 (0:1) | Independiente | Estadio Nagai, Osaka                                       |                                                            |
|                                    |              | Reporte   | Romero 28'    | Asistencia: 10 035 espectadores Árbitro(s): Matthew Conger | Asistencia: 10 035 espectadores Árbitro(s): Matthew Conger |

### Ficha
| 27         | POR        | Kenta Tanno       |     |
| 4          | DEF        | Kota Fujimoto     | 80' |
| 20         | DEF        | Noriyuki Sakemoto |     |
| 23         | DEF        | Tatsuya Yamashita | 58' |
| 5          | DEF        | Yusuke Tanaka     | 80' |
| 37         | DEF        | Reiya Morishita   |     |
| 26         | MED        | Daichi Akiyama    |     |
| 13         | MED        | Toshiyuki Takagi  | 45' |
| 17         | MED        | Takaki Fukumitsu  | 45' |
| 43         | MED        | Osmar Barba       |     |
| 25         | DEL        | Hirofumi Yamauchi | 58' |
| Entrenador | Entrenador | Yoon Jong-hwan    |     |

| 25         | POR        | Martín Campaña     |       |
| 16         | DEF        | Fabricio Bustos    |       |
| 4          | DEF        | Jorge Figal        |       |
| 2          | DEF        | Alan Franco        |       |
| 6          | DEF        | Juan Sánchez Miño  | 78'   |
| 22         | MED        | Francisco Silva    | 77'   |
| 7          | MED        | Martín Benítez     | 70'   |
| 8          | MED        | Maximiliano Meza   | 90+1' |
| 19         | MED        | Pablo Hernández    | 88'   |
| 18         | MED        | Silvio Romero      | 67'   |
| 9          | DEL        | Emmanuel Gigliotti |       |
| Entrenador | Entrenador | Ariel Holan        |       |

| 32 | MED | Atomu Tanaka    | 45' |
| 36 | MED | Toshiki Onozawa | 45' |
| 11 | MED | Souza           | 58' |
| 40 | DEL | Mizuki Ando     | 58' |
| 22 | DEF | Matej Jonjic    | 80' |
| 16 | DEL | Eiichi Katayama | 80' |

| 21 | DEF | Carlos Benavídez   | 67'   |
| 32 | DEL | Ezequiel Cerutti   | 70'   |
| 5  | MED | Nicolás Domingo    | 77'   |
| 20 | MED | Gastón Silva       | 78'   |
| 10 | MED | Fernando Gaibor    | 88'   |
| 3  | DEF | Guillermo Burdisso | 90+1' |

| Anotado | 28' | Silvio Romero | 0–1 |

| Amonestado | 78' | Daichi Akiyama |

| Amonestado | 90+1' | Emmanuel Gigliotti |

| Árbitro             | Matthew Conger |
| Árbitros asistentes | Mark Rule      |
| Árbitros asistentes | Mark Whitehead |
| Cuarto árbitro      | Takuto Okabe   |

| 27         | POR        | Kenta Tanno       |     |
| 4          | DEF        | Kota Fujimoto     | 80' |
| 20         | DEF        | Noriyuki Sakemoto |     |
| 23         | DEF        | Tatsuya Yamashita | 58' |
| 5          | DEF        | Yusuke Tanaka     | 80' |
| 37         | DEF        | Reiya Morishita   |     |
| 26         | MED        | Daichi Akiyama    |     |
| 13         | MED        | Toshiyuki Takagi  | 45' |
| 17         | MED        | Takaki Fukumitsu  | 45' |
| 43         | MED        | Osmar Barba       |     |
| 25         | DEL        | Hirofumi Yamauchi | 58' |
| Entrenador | Entrenador | Yoon Jong-hwan    |     |

| 25         | POR        | Martín Campaña     |       |
| 16         | DEF        | Fabricio Bustos    |       |
| 4          | DEF        | Jorge Figal        |       |
| 2          | DEF        | Alan Franco        |       |
| 6          | DEF        | Juan Sánchez Miño  | 78'   |
| 22         | MED        | Francisco Silva    | 77'   |
| 7          | MED        | Martín Benítez     | 70'   |
| 8          | MED        | Maximiliano Meza   | 90+1' |
| 19         | MED        | Pablo Hernández    | 88'   |
| 18         | MED        | Silvio Romero      | 67'   |
| 9          | DEL        | Emmanuel Gigliotti |       |
| Entrenador | Entrenador | Ariel Holan        |       |

| 32 | MED | Atomu Tanaka    | 45' |
| 36 | MED | Toshiki Onozawa | 45' |
| 11 | MED | Souza           | 58' |
| 40 | DEL | Mizuki Ando     | 58' |
| 22 | DEF | Matej Jonjic    | 80' |
| 16 | DEL | Eiichi Katayama | 80' |

| 21 | DEF | Carlos Benavídez   | 67'   |
| 32 | DEL | Ezequiel Cerutti   | 70'   |
| 5  | MED | Nicolás Domingo    | 77'   |
| 20 | MED | Gastón Silva       | 78'   |
| 10 | MED | Fernando Gaibor    | 88'   |
| 3  | DEF | Guillermo Burdisso | 90+1' |

| Anotado | 28' | Silvio Romero | 0–1 |

| Amonestado | 78' | Daichi Akiyama |

| Amonestado | 90+1' | Emmanuel Gigliotti |

| Árbitro             | Matthew Conger |
| Árbitros asistentes | Mark Rule      |
| Árbitros asistentes | Mark Whitehead |
| Cuarto árbitro      | Takuto Okabe   |

|                                   |
| Bandera de Argentina              |
| Campeón Independiente 1.er título |